# Helvecia
Helvecia ist eine Stadt im zentralen Argentinien. Sie liegt in der Provinz Santa Fe und ist Hauptstadt des Departamento Garay.

## Lage und Einwohner
Helvecia liegt in der Mitte im Departamento Garay. Sie liegt knapp 100 km nordöstlich der Provinzhauptstadt Santa Fe und etwa 565 km nordwestlich von der Hauptstadt Buenos Aires entfernt. Helvecia hat 10.132 Einwohner (2022, INDEC) und liegt am Westufer des Río San Javier, der hier eine riesige Seenlandschaft bildet.

## Klima
In Helvecia herrscht ein subtropisches Klima ohne Trockenzeiten, mit heißen Sommern (durchschnittlich 25 °C) und milden Wintern (12 °C).

## Geschichte
Ungefähr im Jahr 1864 erhielt Peter Wingeier, der die Identität von Dr. Teófilo Romang an sich genommen hatte, Ländereien um eine landwirtschaftliche Kolonie mit ausländischen Familien zu gründen. Die Gründung der Kolonie Helvecia wurde mit Don Pedro Branslow und zusammen mit Wingeier (Romang) durchgeführt und am 25. Januar 1865 abgeschlossen.
Seit 2024 darf Helvecia den Titel Stadt tragen.

## Einzelnachweise

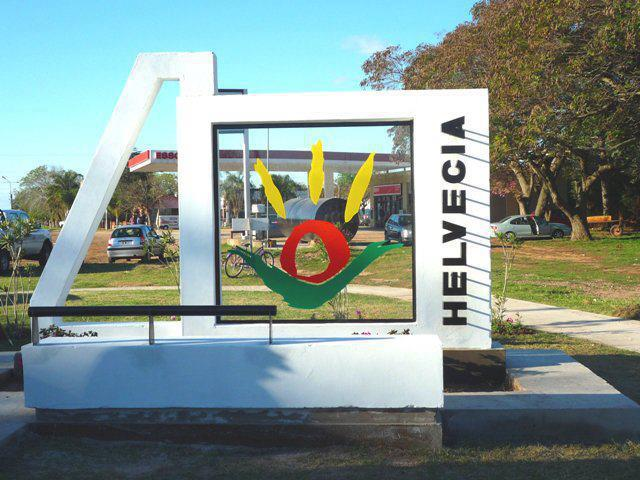
Logo der Stadt Helvecia

## Gemeindepartnerschaft
- Trubschachen, seit 2024